# Рудолф Хес
Рудолф Хес (на немски: Rudolf Heß) е германски политик, член на Нацистката партия (с партиен билет номер 16), заместник на Адолф Хитлер, смятан за 3-тия по важност човек в Нацистка Германия след Хитлер и Хайнрих Химлер, последният оцелял член на кабинета на Хитлер.

## Биография
Роден е на 26 април 1894 г. в Александрия, Египет, тогавашната Османска империя, в патриархалното семейство на търговец, собственик на фирма „Хес и компания“, занимаваща се с внос и износ. Произходът на фамилията е от Швейцария и всяко лято семейството се завръща за почивка в родината. От 1908 г. посещава интернат в Бад Годесберг, а след това по волята на баща си постъпва в търговска гимназия в швейцарския кантон Ньошател, макар той да предпочита професията на инженер. След завършването на гимназия през 1912 г. постъпва като стажант в търговска фирма в Хамбург.
Хес участва в Първата световна война като доброволец, за да избяга от контрола на баща си, който отказва записването му в университет, желаейки синът му да продължи семейния бизнес. На 20 август 1914 г. постъпва в 7-и баварски полк на полевата артилерия, а по-късно е прехвърлен в елитния 1-ви баварски пехотен полк. Награден е с Железен кръст втора степен, а през април 1915 г. е произведен в звание ефрейтор (капрал). Получава нареждане да придружи резервна рота до Западния фронт. В тази рота е и доброволецът Адолф Хитлер. Хес воюва под Вердюн, където на 12 юни 1916 е ранен от шрапнел в китката на лявата ръка и в рамото. През декември 1916 г. заминава за Румъния като командир на взвод и през 1917 г. е тежко ранен за трети път. На 8 ноември същата година е повишен в чин лейтенант от резерва и е предложен за награда с Железен кръст първа степен, но не го получава. Решава да се премести във военно-въздушните сили.
През пролетта на 1918 г. той преминава обучение в летателното училище на летище Лехфелд близо до Аугсбург. През октомври 1918 г. Хес е назначен в 35-та изтребителна ескадрила, разположена в югозападна Белгия, а в началото на ноември 1918 г. участва в последните въздушни битки близо до Валансиен. Демобилизиран е на 13.12.1918 г.
В началото на 1918 г. е избран да стане част от новия елит на армията, включвайки се във военновъздушните сили на Германия. Крахът на кайзеровия райх през ноември 1918 г. Хес приема като повечето си другари като национална катастрофа. Приемането на преговорите за примирие според него е голяма грешка. По това време Хес става и антисемит, поставяйки евреите наред с комунистите и социалдемократите сред виновниците за поражението на Германия. Той е в Мюнхен, който заедно с Берлин се превръща в център на революцията. Британците конфискуват собствеността на фамилията му и родителите му изчакват по-нататъшното развитие на събитията във вилата си в Райххолдсгрюн. По-късно самият Хес твърди, че му е минавала мисълта и за самоубийство. Опора намира в задната стая на мюнхенски богаташки хотел, където се събират конспиративно членовете на обединението Studiengruppe fur germanisches Altertum – тайна ложа с крайнодесни, антимарксистки и антисемитски цели – Общество Туле. Хес става част от него в началото на 1919 и скоро поема важни задачи като доставчик на оръжие, вербовчик и ръководител на саботажни групи. В „Туле“ Хес оформя идеята си за това, че на Германия ѝ е нужен силен водач и се запознава с фигури, които по-късно се превръщат в нацистки величия – Ханс Франк, Алфред Розенберг и Дитрих Екарт.
Като фронтовак Хес има право без полагане на зрелостен изпит да следва в Мюнхенския университет и записва да учи икономика и история. Става асистент на професор Хаусхофер, бивш генерал, чиито теории за експанзионистична политика и расите залягат в основите на идеята за „Лебенсраум / Lebensraum“ (разширяването на „жизненото пространство“ на германския народ за сметка на другите нации).
Една майска вечер на 1920 г. в бирарията „Щернекерброй“ Хес за пръв път присъства на реч на Хитлер, който по това време вече е оратор на Германската работническа партия (ДАП). Същата вечер Хес споделя с Илзе (бъдещата си съпруга), че е видял човека, способен да спаси Германия. В нацистката организация е привлечен от Дитрих Екарт и през юни 1920 г. влиза в ДАП (по-късно получава партиен билет № 16). Хес става един от организаторите и ръководителите на студентските подразделения на Щурмабтайлунг (SA). Запознава Хитлер с Хаусхофер, като професорът оказва силно влияние върху идеите на фюрера.
Хес участва в Бирения пуч през 1923 г., командвайки студентските отряди на SA. По нареждане на Хитлер надзирава баварските министри Швайер и Вутцелхофер и затова не взима участие в самото шествие. Когато научава за провала на преврата, реквизира автомобил и заедно с министрите поема в посока към Бад Тьолц. Когато се опитва да намери квартира в покрайнините, министрите изчезват с колата, а Хес минава границата и се насочва към Залцбург. Докато Хитлер и останалите арестувани пучисти чакат процеса си, Хес се укрива. Сменя няколко квартири, като се крие в Алпите и отново се отдава на икономическите науки.
Когато научава, че Хитлер е превърнал процеса срещу себе си в реклама за нацисткото движение и че присъдите срещу пучистите са твърде леки, Хес се завръща при своя лидер в Мюнхен. Осъден е на 18 месеца затвор и също като фюрера си е изпратен в Ландсберг. Там той изпълнява секретарски задължения към фюрера си. Точно на него Хитлер диктува текста на „Моята борба“ като оказва огромно влияние върху написването на книгата. Много от главите отразяват личните възгледи на Хес. Още в затвора започва да изпълнява задълженията на личен секретар на Хитлер. В края на 1924 г. е освободен и отказва предложението на Хаусхофер да стане негов асистент в Института по геополитика и в началото на 1925 става постоянен секретар на Хитлер. Към задълженията му спада представянето на Хитлер, приемането на гости, в ред случаи изяви вместо фюрера, а също и завършване на „Моята борба“ (изд. 1925).
На 1 април 1925 г. встъпва в Шуцщафел (SS) под № 50. Изиграва огромна роля в изграждането на култа към фюрера, а също и във формирането на образ на Хитлер като висш ръководител на партията. Хес учи Хитлер да жестикулира, подготвя го за важни срещи и т.н. Става един от най-близките хора на Хитлер.
През 1927 г. се оженва за Илзе Прьол. Сватбата е скромна и без църковен ритуал, от който Хес се отказва по „идеологически“ причини. Свидетели са Хитлер и Хаусхофер, които не се харесват особено един на друг.
От 21 април 1933 г. е заместник на Хитлер в партията, а от 29 юни същата година става част от управлението на страната като райхминистър без портфейл. Популярността му сред немския народ расте и по този показател се нарежда до Гьоринг. С декрет на Хитлер Хес има право да взима решения от името на фюрера по всички въпроси, касаещи партийното ръководство. Негова задача е да ръководи основните политически мероприятия, да издава директиви и да следи всяка работа на партията да се върши съгласно принципите на националсоциализма. Освен това към задълженията на Хес спада утвърждаването на кандидатите за ръководните постове на официалните учреждения и Германския трудов фронт. На 22 септември 1933 г. Хитлер нарежда да премахнат за Хес „титлата райхслайтер и обергрупенфюрер на SS“ и да се остави само званието „заместник на фюрера“, което поставя Хес в абсолютно, изключително положение.
Нюрнбергските расови закони от 1935 г. носят подписа и на Хес, също както и забраната евреи да работят като адвокати и лекари. По време на войната Хес предлага за евреите в окупираните полски територии да бъде въведено физическото наказание като участва активно и в потулването на истината за зверствата на нацистите. На 14 ноември 1935 г. Хес издава декрет, който отнема правото на евреите да гласуват и да заемат обществени постове.

## Полетът на Хес до Великобритания
На 10 май 1941 г. от летището на Аугсбург в 17:45 ч излита самолет Messerschmitt Bf 110, пилотиран от втория човек в Третия Райх. Самолетът прелетява над Северно море и навлиза над небето на Шотландия. Хес не успява да открие предварително набелязаната писта за кацане и след като самолетът му остава без гориво, скача с парашут. Приземява се във ферма в Шотландия в 23,30 ч. местно време. Когато бива забелязан от местния селянин Дейвид МакЛеан, Хес веднага пожелава да види дука на Хамилтън, чиято резиденция в замъка Дънгавел разполагала с малка самолетна писта и която била най-вероятната крайна цел на полета. Предполага се, че Хес е отишъл на специална секретна мисия при водача на мирното течение в Англия, което застъпвало позицията да се сключи сепаративен мир с Германската империя.

### Цел на мисията
След залавянето на Хес и предаването му на официалните британски власти, и особено след края на Втората световна война, възникват редица напълно изключващи се версии за случилото се. Най-разпространената от тях гласи, че Хес е поддържал посредством германското външнополитическо разузнаване връзки с британската аристокрация и дори с кралското семейство. Още преди началото на Втората световна война, през есента на 1937 г., дукът на Уиндзор и абдикирал крал на Англия – Едуард VIII, с американската си съпруга Уолис Симпсън, се срещат на вечеря с Рудолф Хес и Адолф Хитлер. Съществува версия, че британските специални служби са попречили на Едуард VIII да стане крал на Англия, като са го дискредитирали пред обществеността, използвайки моралните качества на съпругата му като претекст. Вероятна причина била намерението му за обвързване на Великобритания в бъдещ съюз с нацистка Германия. Британският престолонаследник още от 1936 г. поддържал връзки с нацистите. Според непотвърдени сведения, на 28 юли 1940 г. в Лисабон с посредничеството на Валтер Шеленберг е осъществена тайна среща между Хес и брата на краля на Британската империя. Според публикация в британския вестник Телеграф Хес е носил със себе си подробен проект за мирен договор между Германия и Великобритания, включващ изтеглянето на германските войски от Западна Европа в замяна на британски неутралитет в предстоящата война срещу СССР.
Какво е наложило Хес да излети на специална мисия до Британия не е известно. Изказвани са предположения, че британските тайни служби са подвели нацисткото външно разузнаване, че вечерта на 27 май ще му бъде осигурена специална среща с крал Джордж VI, на която двамата като упълномощени от правителствата на двете воюващи страни ще изяснят и пригладят позициите си.

### Официалната британска реакция
Когато премиер-министърът Уинстън Чърчил научава за приземяването на Хес, той изчаква да се убеди, че именно Хес е кацнал в Британия. След разгласяването на „инцидента“ от пресата, консерваторът Чърчил и монархическото семейство се оказват в твърде особена и деликатна ситуация. Вероятно поради тази причина се стартира дезинформационна кампания по прикриването на всякаква информация за връзките на Хес с кралското семейство и британската аристокрация. Информацията по случая е засекретена за 100 години, т.е. и до 10 май 2041 г. Като мотив за това се изтъква обстоятелството, че почти цялата британската аристокрация била пацифистки настроена към войната, и симпатизирала прикрито на Третия Райх.

### Официалната германска реакция
Германското правителство изпада в още по-неловка ситуация от британското, когато разбира от пресата и радиото на Албиона, че е задържан вторият човек в държавата и партията. Веднага лъсва очевидното, че Хес съвсем не е в състояние сам и само по своя воля, нито напълно самостоятелно, да осъществи този полет, прелитайки над цялата противовъздушна отбрана на двете страни. Както предава Шеленберг в своите спомени за случката, няколко дни след „инцидента“ никой в държавата и партията не излязъл пред германците да обясни какво прави Хес по ливадите в Шотландия и защо любимият ученик на Карл Хаусхофер се е предал сам на омразните английски плутократи, които обявили война на Райха според Йозеф Гьобелс.
Според Шеленберг, Хитлер няколко дни се крил и бил обладан едновременно от гняв и терзание. В онзи критичен момент спасителната реплика за пред бюргерството била открита от Мартин Борман и тя гласяла: „Хес се е побъркал!“, за което Борман печели симпатията на фюрера и по-късно заема заслужено мястото на Хес. Според Шеленберг, след обявяването на „официалната версия“ за случилото се, на никой в Райха не му направило впечатление обстоятелството каква е тази държава, която е позволила луд човек да заема втория по важност пост в нея.

## След Втората световна война
След залавянето на Хес, той прекарва цялата война в британски затвор. През 1945 г. е изправен пред трибунала на Нюрнбергския процес като № 2 в списъка след Херман Гьоринг. Адвокатите му пледират, че е невменяем, но Хес отговаря напълно смислено. Осъден е на доживотен затвор (съветският съдия е с особено мнение, настоявайки за смъртна присъда). Хес е затворен в затвора „Шпандау“ в Берлин.
След освобождаването през есента на 1966 г. на друг обвиняем по процеса – Алберт Шпеер, Хес остава единственият затворник. На 17 август 1987 г. 93-годишният Хес е намерен в килията си мъртъв с електрически кабел около шията. По официални данни се е самоубил, но семейството му твърди, че е убит. Погребан е в семейното гробище на Хес в град Вунзидел.

## Мистерията със смъртта на Хес
След осъждането му на доживотен затвор, той остава най-дълго в затвора от всички осъдени. През 1987 г. Хес се самоубива, но близките му официално отхвърлят официалната версия като твърдят, че той е бил убит. Една от обсъжданите версии е, че е бил удушен. И с живота, и със смъртта си, роденият в Александрия пръв заместник на фюрера повдига само въпроси, които оставя за разрешаване на историята.
Затворът „Шпандау“ е разрушен, за да се предотврати превръщането му в място за поклонение. Неонацисти от Германия и други части на Европа се събират във Вунзидел в негова чест; такива събирания започват да се провеждат ежегодно в деня на смъртта му. Тези прояви са забранени от 1991 до 2000 г. и неонацистите правят опити да се събират в други градове и страни (като Нидерландия и Дания). През 2001 г. демонстрациите във Вунзидел са разрешени отново. През 2003 се събират над 5000 неонацисти, а през 2004 – над 9000, което представлява най-голямата нацистка демонстрация след 1945 г. След промяна на разрешителния режим за демонстрации в Германия през март 2005 г. неонацистките прояви отново са забранени.
Лутеранската църква решава да прекрати договора за ползване на гробището от семейството на Рудолф Хес, считано от октомври 2011 г. Внучка на Хес е подала съдебен иск в опит да спре изпълнението на решението, пише вестник „Зюддойче цайтунг“, но е била убедена от енорийския съвет да се откаже от него и да позволи ексхумацията.
На 20 юли 2011 г. останките на Хес са ексхумирани, ден по-късно са кремирани, а прахът – разпръснат над езеро, чието име е тайна. Близките на Хес и църковните представители в града дават разрешение за ексхумирането.